# Perspectiva (geometria)

Dos triangles de perspectiva, amb el seu eix de perspectiva i centre

Dues figures en un pla perspectives des d'un punt O si les línies que uneixen els punts corresponents de les figures es troben a O. Dualment, es diu que les figures són perspectives d'una línia si els punts d'intersecció de les línies corresponents es troben en una sola línia. La configuració adequada per a aquest concepte és en geometria projectiva, on no hi haurà casos especials a causa de línies paral·leles, ja que totes les línies es troben. Tot i que aquí s'indica per a les figures d'un pla, el concepte es pot estendre fàcilment a dimensions superiors.

## Terminologia
La línia que travessa els punts on es creuen els costats corresponents de la figura es coneix com l'eix de perspectiva, o eix d'homologia. Es diu que les figures són perspectives d'aquest eix. El punt en el qual es creuen les línies que uneixen els vèrtexs corresponents de les figures en perspectiva es diu el centre de la perspectiva, el centre d'homologia, o el pol. Es diu que les figures perspectives des d'aquest centre.

## Perspectiva
Si cadascuna de les figures de perspectiva consta de tots els punts d'una línia (un rang), la transformació dels punts d'un rang a l'altre es coneix com una perspectiva central. Una transformació dual, prenent totes les línies a través d'un punt (un llapis) a un altre llapis mitjançant un eix de perspectiva es denomina una perspectiva axial.

## Triangles
Es produeix un cas especial important quan les figures són triangles. Dos triangles que són perspectives des d'un punt s'anomenen una parella central i dos triangles que són perspectives des d'una línia es diuen com una parella axial.

## Notació
Karl von Staudt va introduir la notació {\displaystyle ABC\doublebarwedge abc} per indicar que els triangles ABC i abc són perspectives.

## Teoremes i configuracions relacionades
El teorema de Desargues indica que una parella central de triangles és axial. La declaració inversa, una parella de triangles axial és central, és equivalent (o bé es pot utilitzar per demostra l'altra). El teorema de Desargues es pot provar en el pla projectiu real, i amb modificacions adequades per a casos especials, en el pla euclidià. Els plans projectius en què es pot provar aquest resultat es diuen plans desarguesians.
Hi ha deu punts associats a aquests dos tipus de perspectiva: sis en els dos triangles, tres en l'eix de la perspectiva i un en el centre de la perspectiva. Dualment, també hi ha deu línies associades a dos triangles de perspectiva: tres costats dels triangles, tres línies a través del centre de la perspectiva i l'eix de la perspectiva. Aquests deu punts i deu línies formen una instància de la configuració de Desargues.

Dos triangles de perspectiva triple BbY i CcX

Si dos triangles són una parella central en almenys dues maneres diferents (amb dues associacions diferents dels corresponents vèrtexs i dos centres de perspectiva diferents), llavors són perspectives de tres maneres. Aquesta és una de les formes equivalents del teorema de Pappus (hexàgon). Quan això succeeix, els nou punts associats (sis vèrtexs de triangle i tres centres) i nou línies associades (tres a través de cada centre de perspectiva) formen una instància de la configuració de Pappus.
La configuració de Reye està formada per quatre tetraedres de perspectiva quadruplicada d'una manera anàloga a la configuració de Pappus.